# 太湖街道 (无锡市)
太湖街道，原称周新镇、东乡、东镇，是中华人民共和国江苏省无锡市滨湖区下辖的一个乡镇级行政单位。

## 历史沿革
原为东鿍。清朝末年，当地经周舜卿等工业家在东鿍开辟店面和街道桥梁，设立周氏义庄，促使光绪二十八年（1896年）成立周新镇。1949年，设为周新镇，属滨湖区。1950年，再次改设为东鿍乡，属无锡县。1954年划入无锡市。1958年，再划入无锡县东鿍公社。1983年，再恢复东鿍乡。1987年，该设为东鿍镇。
2003年，撤销东鿍镇、雪浪镇，合并成立太湖镇。2006年7月20日，无锡市人民政府撤销滨湖区太湖镇，在原辖区基础上设立太湖街道办事处。8月31日，将太湖街道的石塘村、向阳村、许舍村、葛埭村、望溪村、板桥村等划归入新成立的雪浪街道。

## 行政区划
太湖街道下辖以下地区：
梁南社区、东绛社区、大桥社区、南桥社区、利农社区、蠡东社区、湖东社区、锡铁巷社区、糜巷桥社区、方庙社区、申新社区、尚贤社区和周新社区。

## 相关
- 周舜卿
- 张卓仁故居
- 河庄木行旧址

## 图库

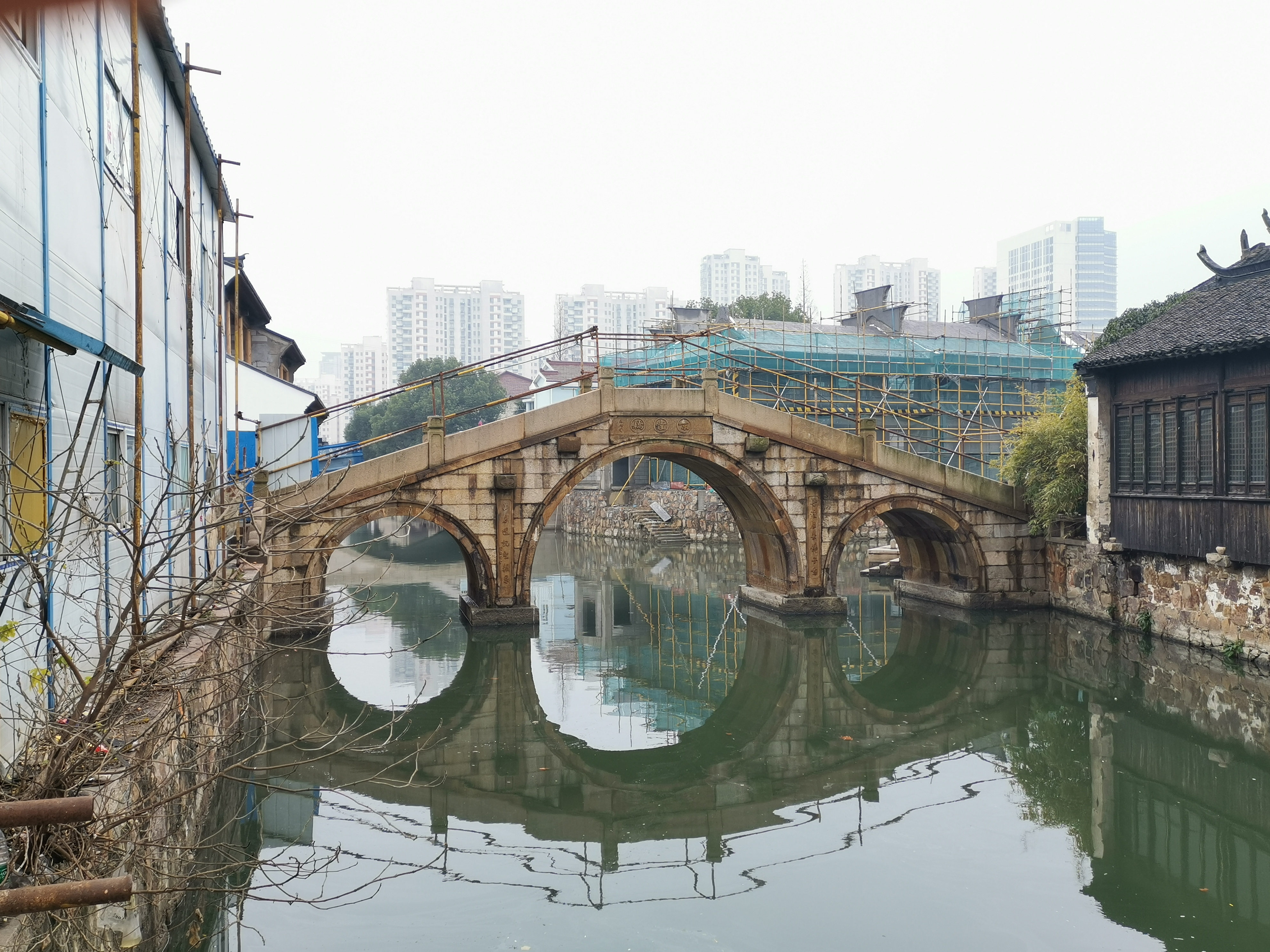
周新古镇京堂桥
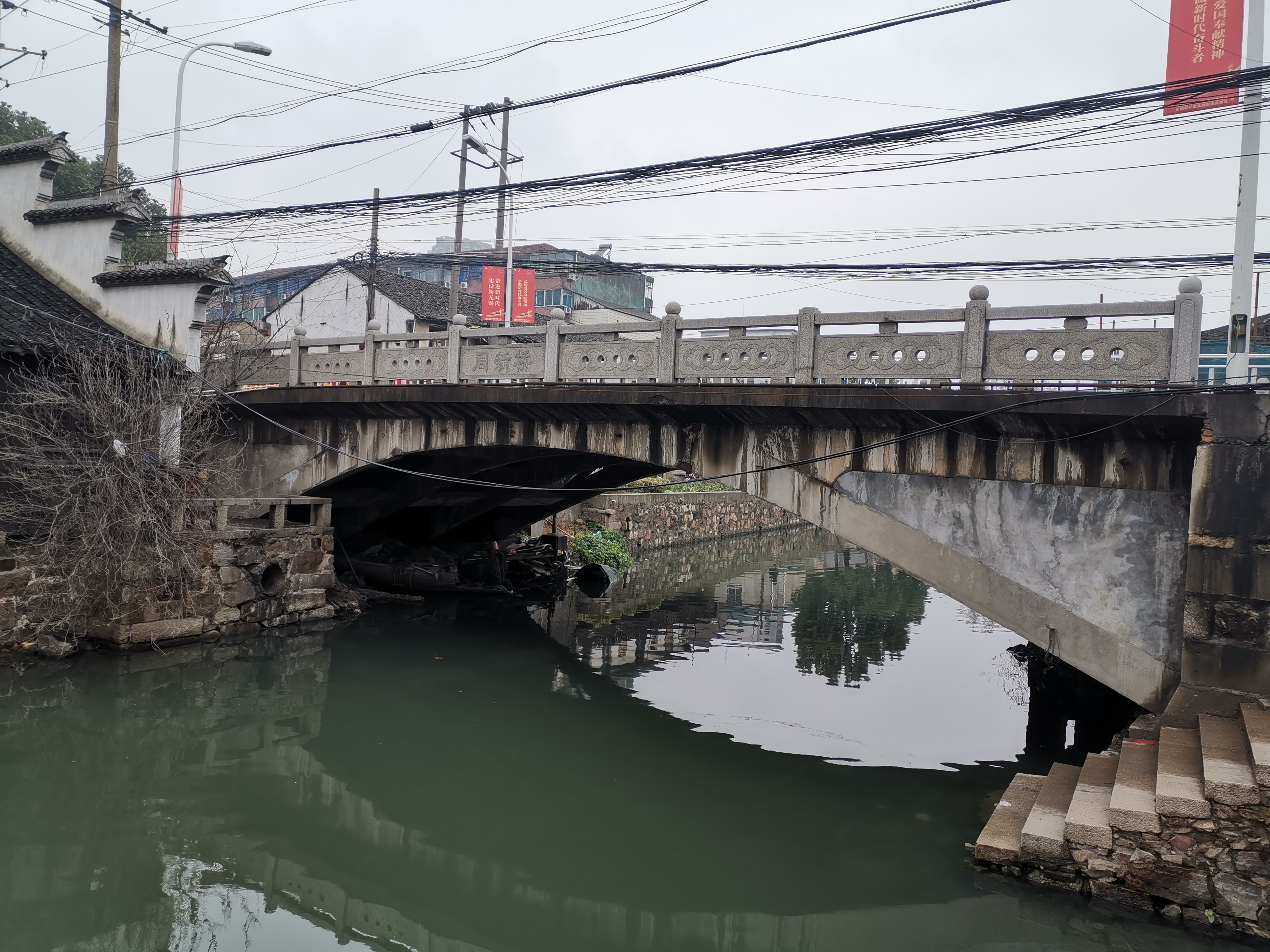
周新古镇周新桥
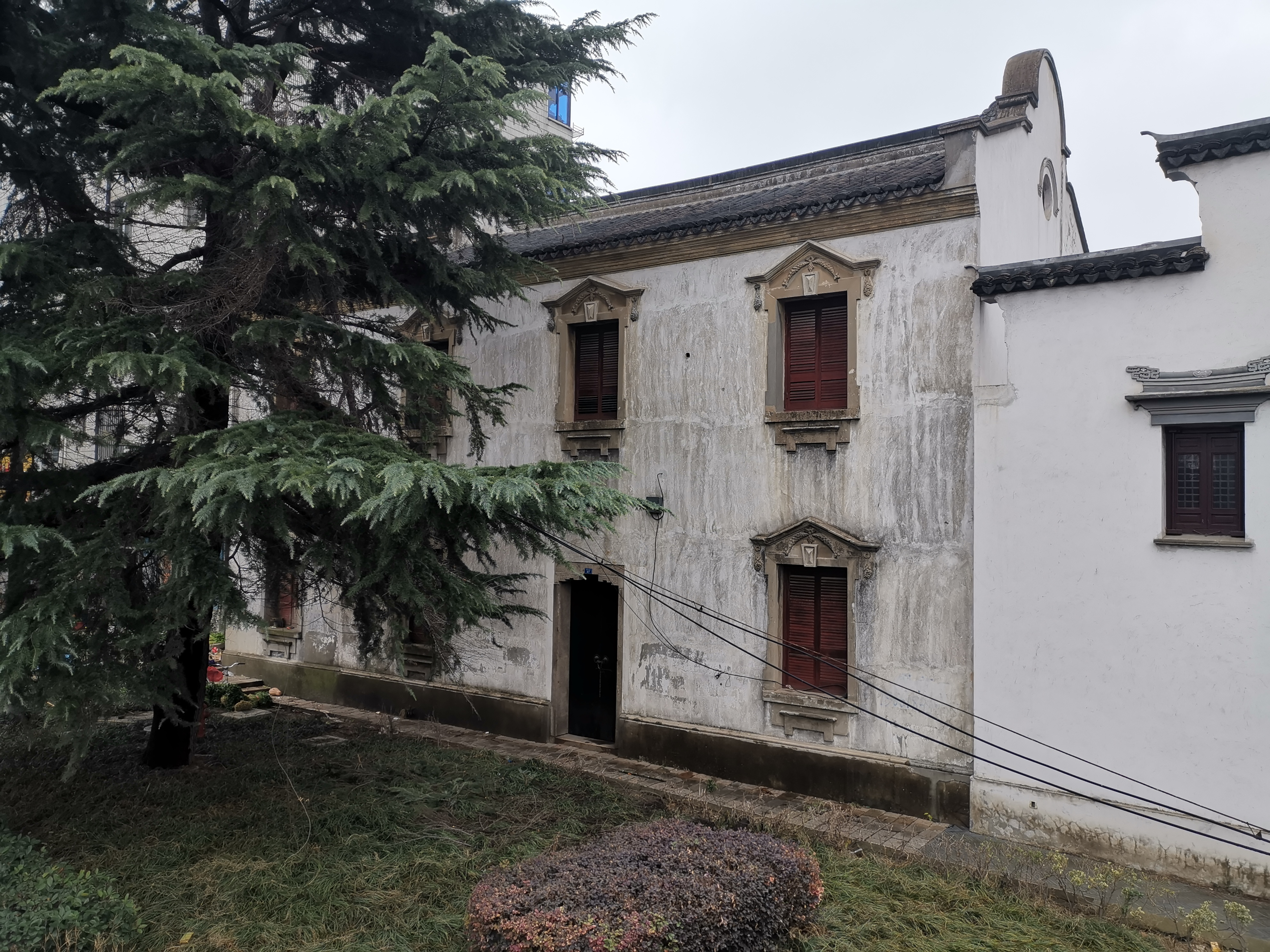
张卓仁故居
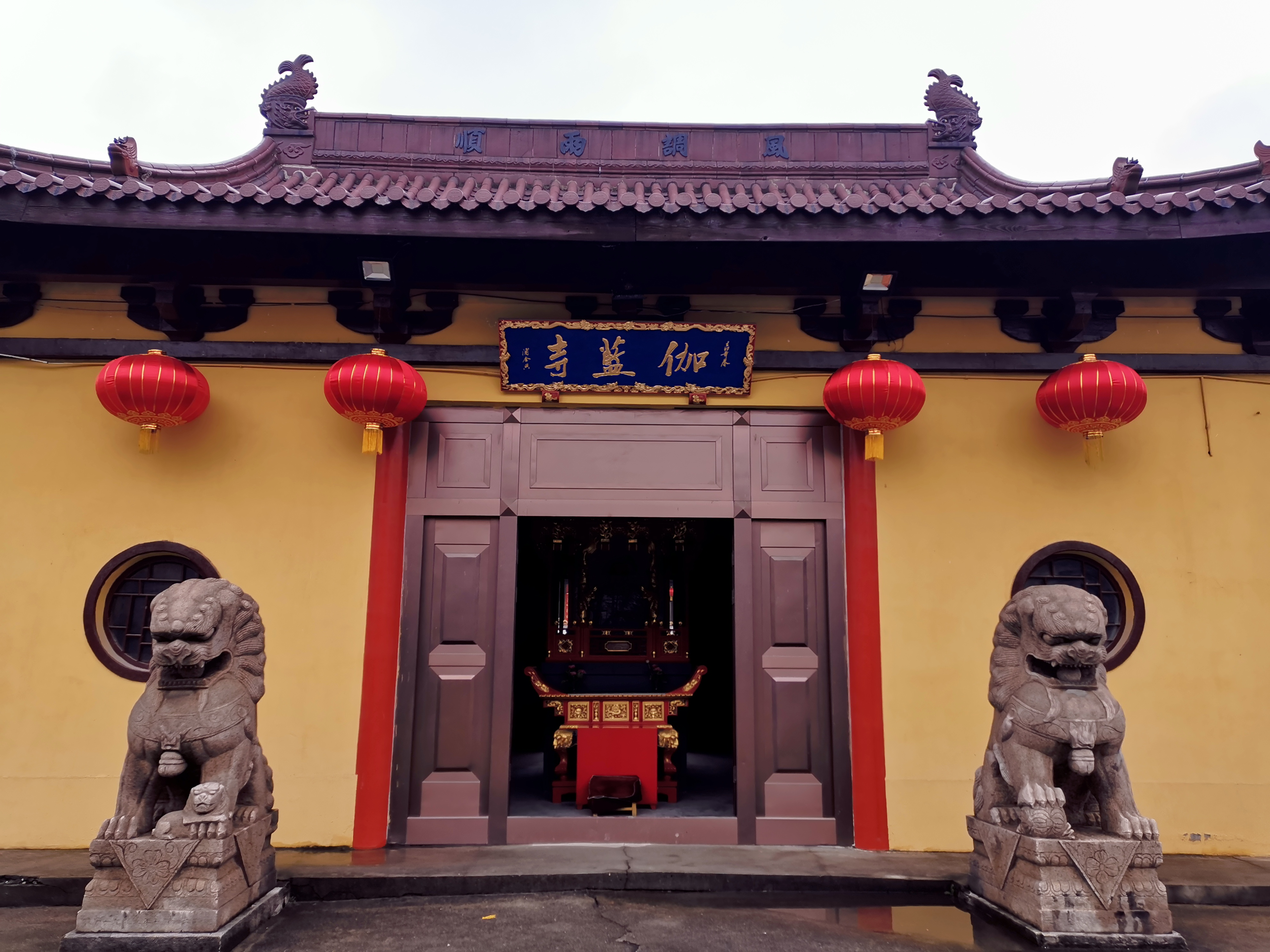
无锡伽蓝寺
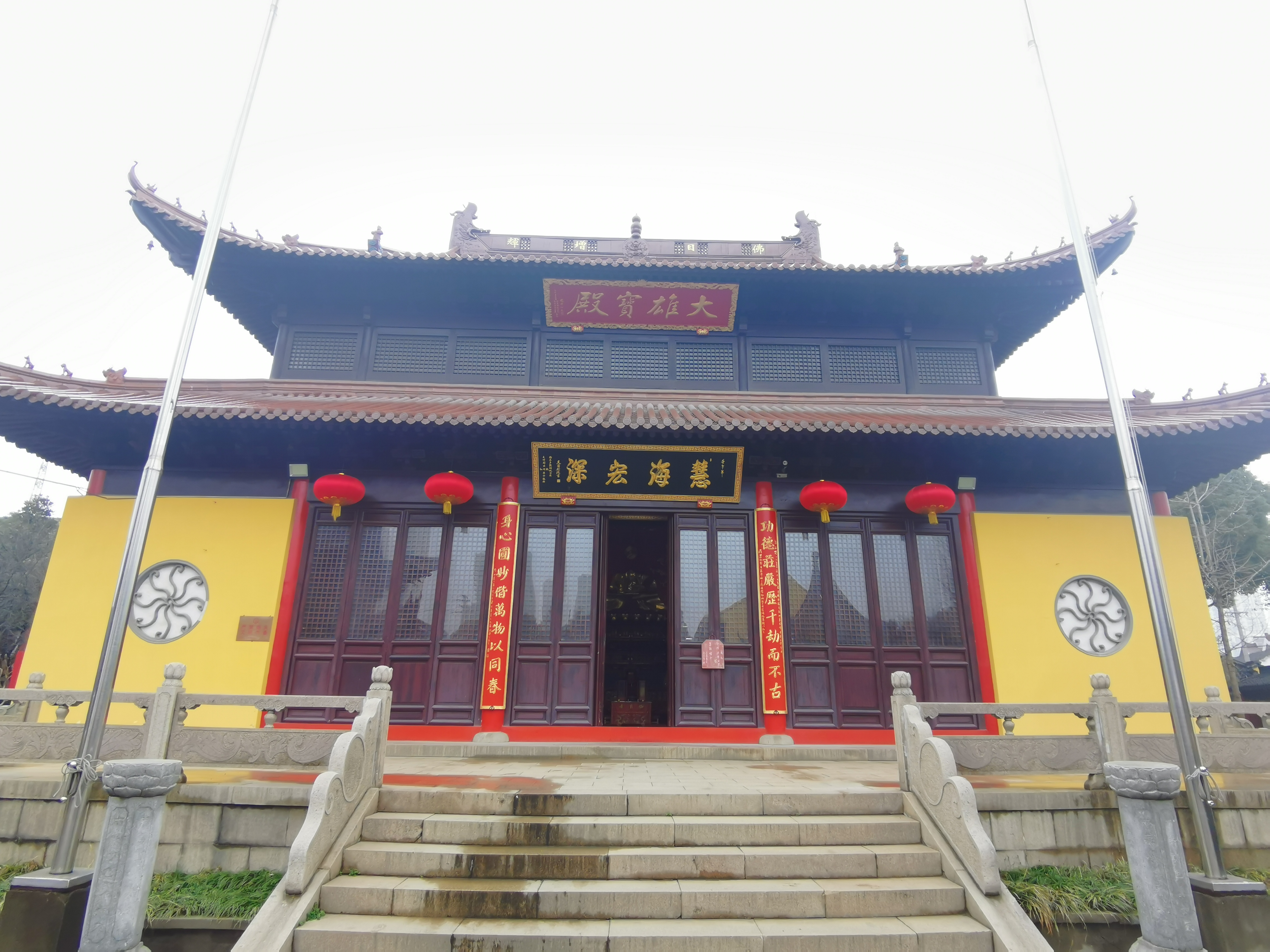
无锡伽蓝寺大雄宝殿